# Valerij Gassij
Valerij Dmitrijevič Gassy, sovjetski (ruski; rusko Валерий Дмитриевич Гассий) rokometaš, * 22. april 1949, Kolomja, † 2004.
Leta 1972 je na poletnih olimpijskih igrah v Münchnu v sestavi sovjetske rokometne reprezentance osvojil peto mesto.